# Río Ichu
Der Río Ichu ist ein ca. 70 km (einschl. Quellflüssen: ca. 105 km) langer rechter Nebenfluss des Río Mantaro in der Region Huancavelica im Andenhochland im Südwesten von Zentral-Peru.

## Flusslauf
Der Río Ichu entsteht 15 km westsüdwestlich der Stadt Huancavelica auf einer Höhe von 4090 m am Zusammenfluss von Río Cachimayo (links, 24 km) und Río Astobamba (rechts, 35 km). Die Quellflüsse entspringen nahe der kontinentalen Wasserscheide im Osten der peruanischen Westkordillere. Der Río Ichu fließt anfangs 12 km nach Nordosten, anschließend 20 km nach Osten. Bei Flusskilometer 50 durchfließt der Río Ichu den Ballungsraum von Huancavelica. Im Unterlauf wendet sich der Río Ichu nach Norden und schließlich in Richtung Nordnordwest. Er passiert die Kleinstädte Acoria und Yauli. 5 km oberhalb der Mündung trifft der Río Pallca linksseitig auf den Río Ichu. Dieser mündet schließlich auf einer Höhe von 2840 m bei Mariscal Cáceres in den nach Osten strömenden Río Mantaro.

## Einzugsgebiet und Hydrologie
Das Einzugsgebiet des Río Ichu umfasst eine Fläche von etwa 1400 km². Es grenzt im Nordwesten an das des Río Vilca, im zentralen Norden an das des Río Alauma, im Osten und Süden an das des Río Cachi, im äußersten Südwesten an das des Río Pampas sowie im Westen an die Einzugsgebiete der Pazifik-Zuflüsse Río Pisco und Río San Juan. Die meisten Niederschläge und somit die höchsten Abflüsse treten gewöhnlich zwischen Januar und April auf.